# Leicester City F.C.
Leicester City er en engelsk fodboldklub fra Leicester, der spiller i landets anden bedste række, Championship. Klubben vandt i 2016 for første gang det engelske mesterskab. Klubben har vundet FA Cuppen en gang, i 2020-21 (den har også været i fire FA Cup-finaler som den tabte). Tre gange har Leicester City vundet Liga Cuppen, senest i 2000.

## Historie
Klubben er dannet i 1884, hvor holdet hed Leicester Fosse (heraf the Foxes). Klubben kom i 1919 til at hedde det, den gør i dag, Leicester City.
Leicester City hørte i mange år til på Filbert Street, inden det noget større stadion Walkers Stadium (i dag King Power Stadium) blev taget i brug.

### 1990'erne og 2000'erne
Leicester City havde en storhedsperiode fra 1995-2000 under manager Martin O'Neill, hvor holdet opnåede top 10 placeringer i Premier League. Leicester City vandt under den populære manager den engelske Liga Cup i 1997 og i 2000, mens Tottenham med en scoring af Allan Nielsen slog Leicester i finalen 1999. De mest kendte spillere fra den periode var Emile Heskey, Tony Cottee, Matt Elliott, Scott Sinclair, Tim Flowers og Muzzy Izzet. De to sidstnævnte er de eneste to Leicester-spillere ud over Jamie Vardy, som har opnået titlen som "månedens spiller" i Premier League.
I sæson 2002/03 gik Leicester City imidlertid i betalingsstandsning, men klubben blev reddet af et nyt konsortium ledet af Gary Lineker. Emile Heskey skød også 1 mio. pund i det nye konsortium for at redde sin tidligere klub. Leicester City rykkede overraskende op i Premier League i samme sæson, hvilket var kontroversielt, eftersom hovedparten af kreditorerne måtte give afkald på deres tilgodehavender. Flere andre klubber beskyldte derfor Leicester City for konkurrenceforvridning. Det engelske fodboldforbund FA indførte i forlængelse af denne sag pointstraffe til klubber, som går i betalingsstandsning. Leicester City rykkede direkte ned i 2003/04.
I marts 2007 købte den serbiskfødte amerikanske rigmand Milan Mandarić klubben, og han blev klubbens formand gennem 3 år. I juni 2007 udtalte han følgende om klubben: "Leicester City was asleep and you couldn't even hear her snore. Not anymore." Efter en rigtig dårlig sæson i 2007/08 rykkede Leicester City ud af The Championship, og for første gang i klubbens historie var klubben ikke repræsenteret i den bedste eller næstbedste engelske række. I 2008/09 vandt Leicester City sikkert League One og var dermed tilbage i The Championship.

### 2010'erne
I sommeren 2010 blev Leicester City solgt til det thailandske konsortium Asian Football Investments, som efterfølgende indsatte Vichai Raksriaksom (senere Vichai Srivaddhanaprabha) som formand i stedet for Milan Mandarić. Som følge af en sølle start på sæsonen blev Paulo Sousa fyret som manager efter blot ni kampe. Sven-Göran Eriksson blev udpeget som ny manager.
I 2011 genansatte man som manager Nigel Pearson, som fra 2008 til 2010 havde haft ansvaret for Leicester City. Han blev denne gang en stor succes. Leicester City hørte til blandt topholdene i The Championship, og det var tæt på at kulminere i 2013, hvor Leicester i playoff akkurat ikke rykkede op. Det skete efter en historisk afslutning i kampen Leicester-Watford, hvor Leicester fik et straffespark i 6 minutters overtid ved den samlede stilling 2-2. En scoring her kunne have sendt holdet til playoff-finalen, men straffesparket blev imidlertid brændt, og kun 20 sekunder senere scorede Watford og kvalificerede sig til playoff-finalen.
Året efter var der dog ingen tvivl om oprykningen, da Leicester vandt rækken med 102 point (det næsthøjeste i The Championships historie) og suverænt rykkede op i Premier League.
Holdets første sæson i Premier League startede meget succesfuldt, men midtvejs i sæsonen og faktisk indtil omkring ti kampe før sæsonafslutningen var Leicester sidst, og alle havde dømt dem ude. Men med en stærk slutspurt rykkede Leicester forbi flere konkurrenter i bunden og endte på en fjortendeplads. Alligevel skilte holdet sig af med træner Nigel Pearson efter en række kontroversielle hændelser, og i stedet blev italieneren Claudio Ranieri ansat.
Med Ranieri som manager fortsatte Leicester den gode periode fra slutningen af forrige sæson. Jamie Vardy, holdets topscorer, satte blandt andet rekord ved at score i 11 Premier League-kampe i træk. Holdet holdt fast i sin form og endte med at at vinde sit første engelske mesterskab nogensinde. Mesterskabet blev en realitet 2. maj 2016 med to spillerunder tilbage, hvor Leicester vandt sin kamp og så havde syv point i forspring til nærmeste forfølger, Tottenham Hotspur F.C., der måtte nøjes med uafgjort i samme runde. Dermed kunne Leicester ikke længere indhentes, og klubben blev en af de mest overraskende vindere af Premier League i historien; således flere bookmakerfirmaer ved sæsonens begyndelse odds 5000:1 på, at Leicester ville blive mestre. Ud over Jamie Vardy var Riyad Mahrez, Robert Huth og den danske målmand Kasper Schmeichel nogle af de mest markante spillere på mesterholdet.
Den følgende sæson var knap så god, og Leicester sluttede som nummer 12, men samtidig nåede klubben som debutant i turneringen kvartfinalen i Champions League. Ranieri blev undervejs i sæsonen fyret som træner, og han blev fulgt af Craig Shakespeare, der fik knap et år på posten, inden Claude Puel overtog managersædet i oktober 2017. Klubben endte sæsonen 2017-18 på 9. pladsen.
27. oktober 2018 styrtede en helikopter med blandt andet klubejer Vichai Srivaddhanaprabha ned kort efter at have lettet fra King Power Stadium efter en Leicester-hjemmekamp. Alle ombordværende i helikopteren omkom ved ulykken.
24. februar 2019 blev Claude Puel fyret efter en dårlig periode, der blandt andet gav fire hjemmenederlag i træk. To dage senere offentliggjorde klubben, at Brendan Rodgers fra Celtic FC overtog posten.

## Trup
Oversigten er opdateret til og med 6. april 2025
| Nr. | Land    | Position | Spiller               |
| --- | ------- | -------- | --------------------- |
| 1   | Wales   | MM       | Danny Ward            |
| 2   | England | FO       | James Justin          |
| 3   | Belgien | FO       | Wout Faes             |
| 4   | England | FO       | Conor Coady           |
| 5   | Italien | FO       | Caleb Okoli           |
| 6   | Nigeria | MI       | Wilfred Ndidi         |
| 7   | Ghana   | AN       | Issahaku Fatawu       |
| 8   | England | MI       | Harry Winks           |
| 9   | England | AN       | Jamie Vardy (Anfører) |
| 10  | England | AN       | Stephy Mavididi       |
| 11  | Marokko | MI       | Bilal El Khannouss    |
| 14  | Jamaica | AN       | Bobby De Cordova-Reid |
| 16  | Danmark | FO       | Victor Kristiansen    |
| 18  | Ghana   | AN       | Jordan Ayew           |
| 20  | Zambia  | AN       | Patson Daka           |

| Nr. | Land      | Position | Spiller                                               |
| --- | --------- | -------- | ----------------------------------------------------- |
| 21  | Portugal  | FO       | Ricardo Pereira                                       |
| 22  | England   | MI       | Oliver Skipp                                          |
| 23  | Danmark   | FO       | Jannik Vestergaard                                    |
| 24  | Frankrig  | MI       | Boubakary Soumaré                                     |
| 25  | Frankrig  | FO       | Woyo Coulibaly                                        |
| 29  | Frankrig  | AN       | Odsonne Edouard                                       |
| 30  | Danmark   | MM       | Mads Hermansen                                        |
| 31  | Danmark   | MM       | Daniel Iversen                                        |
| 33  | England   | FO       | Luke Thomas                                           |
| 34  | England   | MI       | Michael Golding                                       |
| 35  | England   | AN       | Kasey McAteer                                         |
| 40  | Argentina | MI       | Facundo Buonanotte (lejet fra Brighton & Hove Albion) |
| 41  | Polen     | MM       | Jakub Stolarczyk                                      |
| 44  | England   | MI       | Sammy Braybrooke                                      |

### Udlejet
| Nr. | Land       | Position | Spiller                                                     |
| --- | ---------- | -------- | ----------------------------------------------------------- |
| 15  | Australien | FO       | Harry Souttar (hos Sheffield United indtil 30. juni 2025)   |
| 17  | Bangladesh | MI       | Hamza Choudhury (hos Sheffield United indtil 30. juni 2025) |
| 26  | England    | FO       | Ben Nelson (hos Oxford United indtil 30. juni 2025)         |

| Nr. | Land     | Position | Spiller                                               |
| --- | -------- | -------- | ----------------------------------------------------- |
| 27  | Portugal | MI       | Wanya Marçal (hos De Graafschap indtil 30. juni 2025) |
| 37  | England  | MI       | Will Alves (hos Cardiff City indtil 30. juni 2025)    |

### U/23
Oversigten er opdateret til og med 2. juli 2019
| Nr. | Land      | Position | Spiller               |
| --- | --------- | -------- | --------------------- |
| 34  | England   | FO       | Josh Knight           |
| 36  | Zimbabwe  | AN       | Admiral Muskwe        |
| 39  | England   | FO       | Darnell Johnson       |
| 40  | Sverige   | MM       | Viktor Johansson      |
| 42  | Wales     | MM       | Rhys Davies           |
| 45  | England   | FO       | Sam Hughes            |
| 46  | England   | MI       | Callum Wright         |
| 49  | England   | MI       | Kiernan Dewsbury-Hall |
| 50  | Rumænien  | FO       | Alex Pașcanu          |
| 52  | England   | AN       | Ryan Loft             |
| 54  | Spanien   | AN       | Raul Uche             |
| 55  | England   | MI       | Tyrese Shade          |
| 58  | Irland    | MI       | Conor Tee             |
| 59  | Sydafrika | MI       | Thakgalo Leshabela    |

| Nr. | Land     | Position | Spiller               |
| --- | -------- | -------- | --------------------- |
| 60  | England  | FO       | Calvin Ughelumba      |
| —   | Danmark  | MM       | Daniel Iversen        |
| —   | England  | FO       | Luke Thomas           |
| —   | England  | FO       | Ed Elewa-Ikpakwu      |
| —   | Tjekkiet | FO       | Lukas Husek           |
| —   | England  | FO       | Elliott Moore         |
| —   | England  | FO       | Vontae Daley-Campbell |
| —   | Portugal | MI       | Sidnei Tavares        |
| —   | Brunei   | MI       | Faiq Bolkiah          |
| —   | England  | MI       | Layton Ndukwu         |
| —   | Ghana    | MI       | Kamal Sowah           |
| —   | Wales    | MI       | George Thomas         |
| —   | England  | AN       | Josh Felix-Eppiah     |
| —   | Irland   | AN       | Ali Reghba            |

## Fakta
Følgende Leicester City-spillere er optaget i The English Football Hall of Fame: Gordon Banks, Peter Shilton, Gary Lineker, Don Revie og Frank McLintock
Danske Jacob Laursen spillede en overgang for klubben, ligesom målmanden Jimmy Nielsen, der dog kun fik et kort ophold i klubben, eftersom han ikke kunne komme på førsteholdet. Kasper Schmeichel er førstemålmand i klubben.
Transferrekorder: Største salg: Harry Maguire (2019) til Manchester United for 87 mio. pund. Største indkøb: Youri Tielemans fra AS Monaco (2019) 45 mio. pund
"The Sheeps" fra Derby er klubbens værste lokalrivaler, men også sejre over Coventry City og Nottingham Forest har traditionelt vakt særlig glæde blandt klubbens fans.